# Social media optimization
La Social Media Optimization, detta anche SMO, è un processo strategico in cui si generano contenuti originali online finalizzati a motivare un pubblico ad interagire con un particolare sito web, marchio o prodotto. Tali contenuti, pensati e creati in vario formato, una volta pubblicati in un canale social, genereranno interesse e, quindi, flussi di accessi al sito a cui si indirizzeranno.
In altri termini, l'importanza e il vantaggio della SMO è quello di estendere l'interazione del pubblico da una pagina social al sito. Quindi, un'azienda che adotta questa strategia, vedrà non solo un aumento di interazione sulla propria pagina, ma un aumento di visite sul proprio sito, con almeno un risultato importante: 
- l'aumento della propria reputazione online (Online Reputation Management).

La SMO dipende molto dalla qualità dei contenuti che vengono pubblicati ed è per questo che rientra in un piano strategico molto più ampio e complesso, che racchiude elementi di:
- digital e content marketing
- social media marketing
- search engine optimization

## Scopi
L'obiettivo di SMO è creare strategicamente contenuti online interessanti, che vanno dal testo ben scritto a foto digitali o video clip accattivanti che incoraggiano e invogliano le persone a interagire con un sito Web e quindi condividere questo contenuto, tramite il suo collegamento web, con i loro contatti social. Esempi comuni di coinvolgimento sui social media sono "mettere mi piace e commentare post, ri-twittare, incorporare, condividere e promuovere contenuti".  L'ottimizzazione dei social media è anche un modo efficace per implementare la gestione della reputazione online (ORM), il che significa che se qualcuno pubblica recensioni negative su un'azienda, una strategia SMO può garantire che il feedback negativo non sia il primo collegamento a venire in un elenco dei risultati dei motori di ricerca.
Negli anni 2010, con i siti di social media che hanno sorpassato la TV come fonte di notizie per i giovani, le testate giornalistiche sono diventate sempre più dipendenti dalle piattaforme di social media per generare traffico web. Editori come The Economist impiegano grandi team di social media per ottimizzare i loro post online e massimizzare il traffico, mentre altri importanti editori ora utilizzano la tecnologia avanzata di intelligenza artificiale (AI) per generare maggiori volumi di traffico web.

## Rapporto con l'ottimizzazione per i motori di ricerca

Il flusso e la proliferazione di contenuti e condivisioni di link tramite i social media portano a una maggiore ottimizzazione dei motori di ricerca.

L'ottimizzazione dei social media è un fattore sempre più importante nell'ottimizzazione dei motori di ricerca, che è il processo di progettazione di un sito Web in modo tale da avere un posizionamento più alto possibile sui motori di ricerca. Essi utilizzano sempre più i consigli degli utenti dei social network per classificare le pagine nei loro risultati.
L'ottimizzazione dei social media non si limita al marketing e alla costruzione del marchio. Sempre più aziende stanno integrando la partecipazione ai social media come parte della loro strategia di gestione della conoscenza (ad esempio, sviluppo di prodotti/servizi, reclutamento, coinvolgimento e fatturato dei dipendenti, costruzione del marchio, soddisfazione e relazioni con i clienti, sviluppo del business e altro). Inoltre l'ottimizzazione dei social media può essere implementata per promuovere una comunità del sito associato, consentendo una sana relazione business-to-consumer (B2C).

## Origini e implementazione
Secondo il tecnologo Danny Sullivan, il termine "ottimizzazione dei social media" è stato usato e descritto per la prima volta dal marketer Rohit Bhargava nel suo blog di marketing nell'agosto 2006. Nello stesso post, Bhargava ha stabilito le cinque regole importanti dei social media ottimizzazione. Bhargava credeva che, seguendo le sue regole, chiunque potesse influenzare i livelli di traffico e coinvolgimento sul proprio sito, aumentare la popolarità e assicurarsi che si posizionasse in alto nei risultati dei motori di ricerca. Da allora altre 11 regole SMO sono state aggiunte all'elenco da altri collaboratori di marketing.
Le 16 regole di SMO sono le seguenti:
1. Aumenta la tua "collegabilità"
2. Semplifica l'aggiunta di tag e segnalibri
3. Ricompensa i link in entrata
4. Aiuta i tuoi contenuti a "viaggiare" tramite la condivisione
5. Incoraggia il mashup, in cui gli utenti possono remixare i contenuti
6. Sii una risorsa utente, anche se non ti aiuta (ad esempio, fornisci risorse e informazioni per gli utenti)
7. Premia gli utenti utili e di valore
8. Partecipa (unisciti alla conversazione online)
9. Impara a indirizzare il tuo pubblico
10. Crea nuovi contenuti di qualità (il "web scraping" dei contenuti online esistenti viene ignorato da molti motori di ricerca)
11. Sii "reale" nel tono e nello stile dei post
12. Non dimenticare le tue radici; Sii umile
13. Non aver paura di sperimentare, innovare, provare cose nuove e "rimanere aggiornato"
14. Sviluppa una strategia SMO
15. Scegli le tue tattiche SMO con saggezza
16. Rendi SMO una parte fondamentale del tuo processo di marketing e sviluppa le migliori pratiche aziendali

Le cinque regole iniziali di Bhargava erano progettate in modo più specifico per SMO, mentre l'elenco è ora molto più ampio e affronta tutto ciò che può essere fatto su diverse piattaforme di social media. Secondo l'autore e CEO di TopRank Online Marketing, Lee Odden, è necessaria anche una strategia sui social media per garantire l'ottimizzazione. Questo è un concetto simile all'elenco di regole di Bhargava per SMO.
La strategia sui social media può considerare:
1. Obiettivi, ad esempio creare consapevolezza del marchio e utilizzare i social media per comunicazioni esterne.
2. Ascolto, ad esempio monitoraggio delle conversazioni relative ai clienti e agli obiettivi aziendali.
3. Pubblico, ad esempio scoprire chi sono i clienti, cosa fanno, da chi sono influenzati e di cosa parlano spesso. È importante capire cosa vogliono i clienti in cambio del loro coinvolgimento e attenzione online.
4. Partecipazione e contenuto, ad esempio stabilire una presenza e una comunità online e interagire con gli utenti condividendo informazioni utili e interessanti.
5. Misurazione, ad esempio, registrazione di Mi piace e commenti sui post e numero di vendite per monitorare la crescita e determinare quali tattiche sono più utili per ottimizzare i social media.

Secondo Lon Safko e David K. Brake in The Social Media Bible, è anche importante agire come un editore mantenendo un'efficace strategia organizzativa, avere un concetto originale e un "vantaggio" unico che differenzi il proprio approccio dai concorrenti e sperimentare nuove idee se le cose non funzionano la prima volta.

## Social network games

FarmVille

I giochi sui social media sono attività di gioco online eseguite tramite siti di social media con amici e attività di gioco online che promuovono l'interazione con i social media. Esempi del primo includono FarmVille, Clash of Clans, Clash Royale, FrontierVille e Mafia Wars.

## Facebook

Logo di Facebook

Facebook è diventato negli ultimi anni un canale popolare per la pubblicità, insieme a forme tradizionali come televisione, radio e stampa. Con oltre 1 miliardo di utenti attivi e il 50% di quegli utenti che accedono ai propri account ogni giorno, è un'importante piattaforma di comunicazione che le aziende possono utilizzare e ottimizzare per promuovere il proprio marchio e indirizzare il traffico verso i propri siti web. Esistono tre strategie comunemente utilizzate per aumentare la portata della pubblicità su Facebook:
1. Miglioramento dell'efficacia dei post, ottenuto regolando la lunghezza e la tempistica dei post per influenzare il numero di Mi piace e commenti che riceve. Ciò aiuterà il post a raggiungere un numero maggiore di utenti di Facebook, aumentando in definitiva la sua portata.[14]
2. Aumento delle dimensioni della rete, ottenuto analizzando il comportamento degli utenti per determinare la frequenza di pubblicazione e il tipo di contenuto da pubblicare.
3. Acquisto di più copertura, ottenuto pagando Facebook per pubblicizzare un post.

Migliorare l'efficacia e aumentare le dimensioni della rete sono approcci organici, mentre l'acquisto di una maggiore copertura è un approccio a pagamento che non richiede ulteriori azioni.